# 小行星15056
小行星15056（15056 Barbaradixon）是一颗绕太阳运转的小行星，为主小行星带小行星。该小行星于1998年12月28日发现。

## 轨道参数
小行星15056的轨道半长轴为3.0025064 UA，离心率为0.084。